# Сомали
Сомали́ (сомал. Soomaaliya, араб. الصومال‎ эс-Сумаль), полное официальное название — Федерати́вная Респу́блика Сомали́ (сомал. Jamhuuriyadda Federaalka Soomaaliya, араб. جمهورية الصومال الفيدرالية‎) — восточноафриканское государство. В результате гражданской войны и деятельности сепаратистов Сомали на долгое время фактически прекратило своё существование в качестве государства и распалось на множество частей. В 2012 году Конституционной ассамблеей в Могадишо была принята временная конституция, определяющая Сомали как федерацию. Член ООН с 20 сентября 1960 года. Входит в состав Восточноафриканского сообщества с марта 2024 года. Непостоянный член Совета Безопасности ООН (2025-2026).

## Этимология
Топоним «Сомали», относящийся как к государству, так и к одноимённому полуострову восходит к этнониму «сомали» — названию основной этнической группы населения страны.

## География

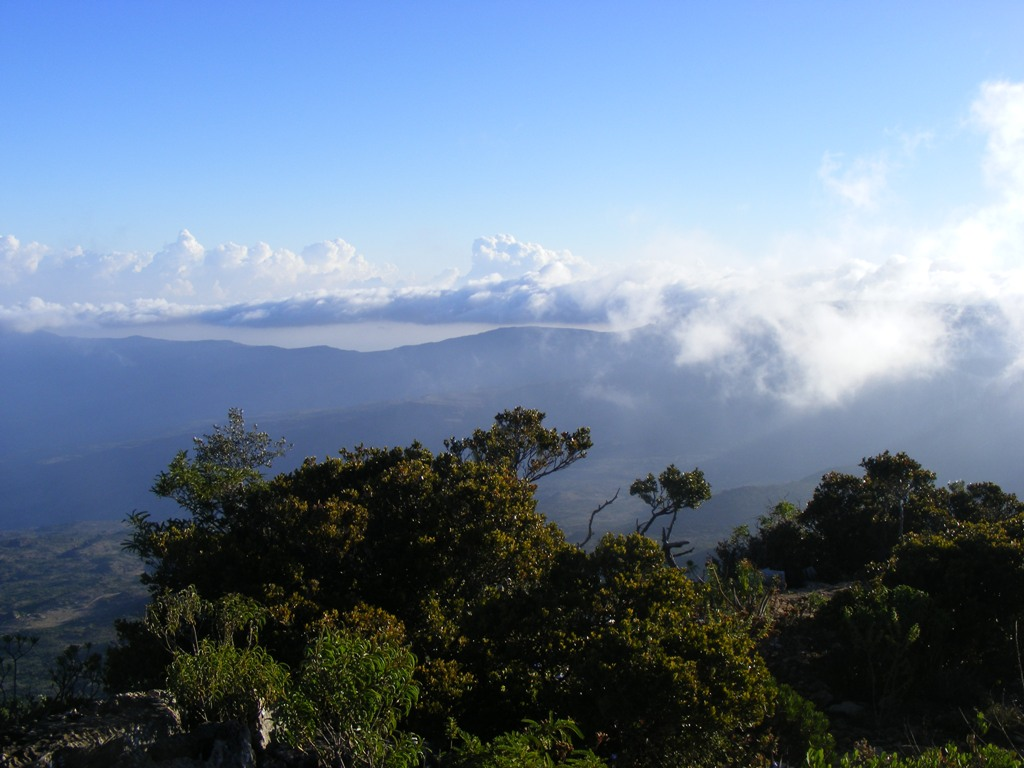
Горные вершины Каль Мадоу Санааг, Сомали

Страна имеет выход к Индийскому океану и Аденскому заливу. Сомали граничит с Эфиопией на западе, с Кенией на юго-западе, с Джибути на северо-западе.
Рельеф страны преимущественно равнинный. На севере и в междуречье Джуббы и Уэби-Шабелле преобладают плато высотой 500—1500 м, сложенные в основном песчаниками и известняками. В понижениях на плато — «баллехах» — скапливается дождевая вода, с давних времён они служат источниками питьевой воды. Плато разделены неглубокими, широкими долинами (Ногаль, Дарор и другие), по которым идут дороги и караванные пути, связывающие внутренние районы с побережьем.
Северный край плато рассечён глубокими ущельями. Там возвышаются горы Уарсанжели-Миджуртина (высшая точка — 2406 м, гора Суруд-Ад). На севере и юго-востоке плато Сомали окаймлены низменностями. Из-за сухого климата и большой водонепроницаемости пород плато безводны, что препятствует развитию земледелия и возникновению постоянных поселений. С давних времён это область преимущественно кочевого скотоводства.
Недра Сомали исследованы слабо. Известны месторождения гипса (в районе Берберы) и поваренной соли (Хордио и Джесира). В междуречье Джубы и Веби-Шебели имеются месторождения рудных полезных ископаемых — железная руда, а также урано-ториевые руды в районе Бур-Акаба и урано-ванадиевые руды в Мудуге. Возле Могадишо в начале 1980-х годов были обнаружены запасы нефти и газа, а на юге Сомали — титановые руды.

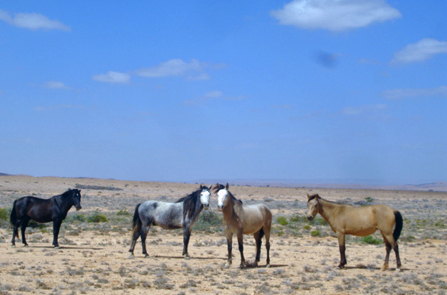
Арабские лошади (Sunaari) в засушливых равнинах Dhahar, Сомали

Климат Сомали субэкваториальный и муссонный, на севере — тропический пустынный и полупустынный. Год делится  на сухой и влажный периоды; сухой продолжается с января по апрель, в мае-июне идут дожди, затем основной муссон, дующий с юго-запада, приносит относительно обильные осадки с конца июня до сентября, а с октября до декабря снова выпадают слабые дожди. Среднеговодое количество осадков составляет 50 мм на побережье, 380 мм в Харгейсе и 1270 мм в горных районах Эригабо и Борама. Средние месячные температуры от 34–42°C на северном побережье до 24°C в горах.
Из рек страны только Джубба и Уэби-Шабелле не пересыхают. В их долинах и в междуречье сосредоточены основные массивы возделываемых земель.
Почти 90 % территории Сомали занято обширными злаково-кустарниковыми полупустынями и сухими саваннами. В травяном покрове преобладают многолетние травы. Среди кустарников — акации и тамариксы, много также канделябровидных молочаев.
Лесистая местность крайне редко встречается. Представлена узкими полосами галерейных лесов вдоль нижнего течения Джуббы и Уэби-Шабелле, с 20-метровыми фикусами, гарциниями, акациями, пальмами (дум и финиковая).
Животный мир Сомали весьма разнообразен. В саваннах и полупустынях водятся разные виды антилоп, а также зебры, жирафы, буйволы и разные хищники — львы, леопарды, гиены, шакалы. В прибрежных зарослях речных долин обитают слоны, носороги, бородавочники, множество обезьян. В реках водятся бегемоты и крокодилы. Много птиц, рептилий и всевозможных насекомых.
Прибрежные морские воды Сомали богаты рыбой и креветками.

## История

### Древние времена
Начиная с середины III тысячелетия до н. э. к берегам северного Сомали (названным ими «страной Пунт») совершали плавания египтяне, вывозившие оттуда золото, благовонные смолы, древесину и рабов. Пытаясь установить здесь своё господство, правители Египта воспитывали при своём дворе детей местной знати.

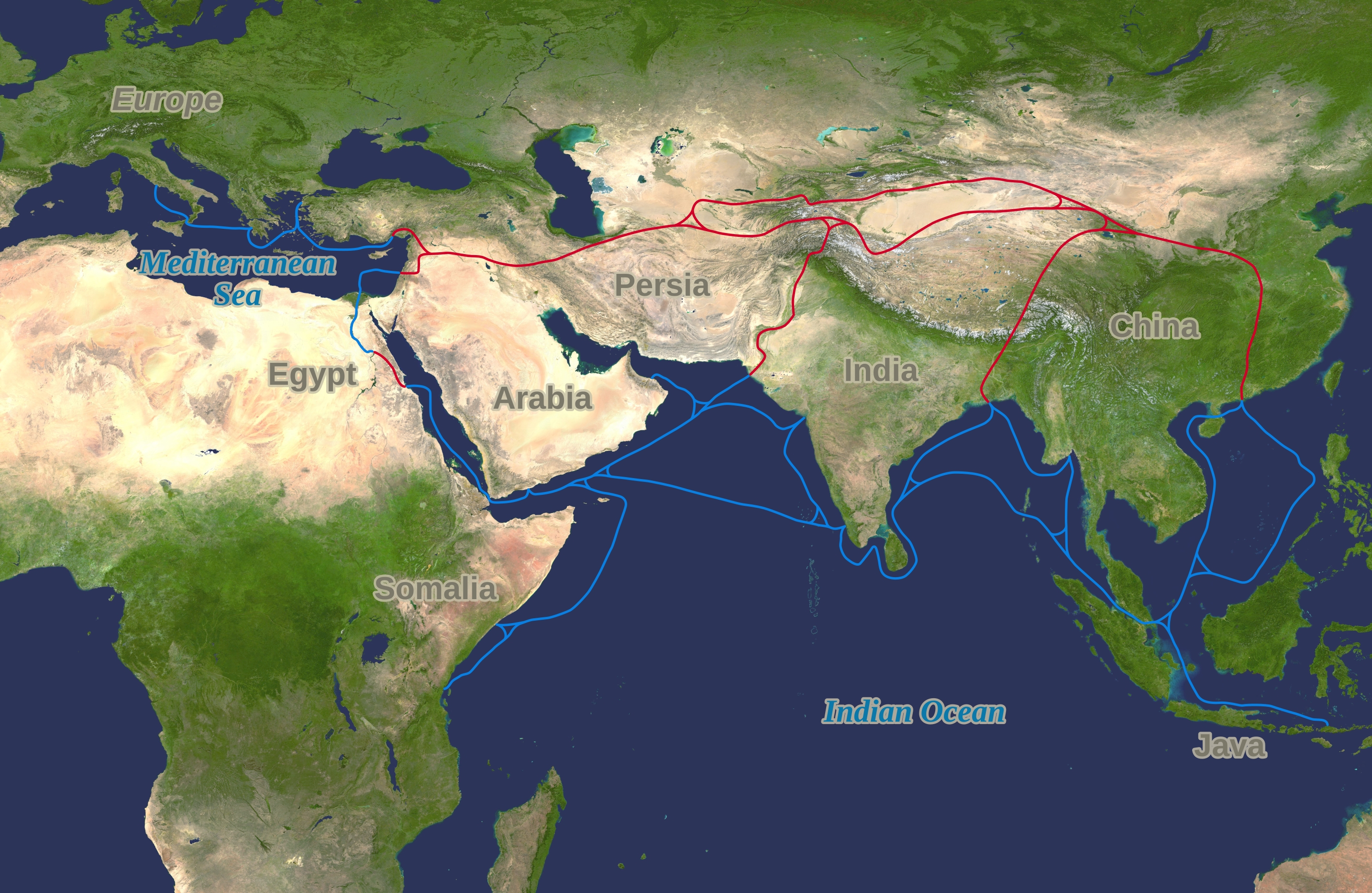
Древний Шёлковый путь, соединявший Европу и Азию и проходивший через Сомали, Египет, Персию, Индию и остров Ява до Китая

В III веке до н. э. на севере Сомали основали свои фактории греки и египтяне, подданные Птолемеев. Они занимались, кроме прочего, отловом и отправкой в Египет слонов.
В то время основное население Сомали составляли кочевники-скотоводы, но на побережье Аденского залива уже существовали портовые посёлки, управлявшиеся местными князьями. В I—II веках н. э. население побережья северного Сомали через порты Авалит, Малао, Опона вело торговлю с Римской империей, Южной Аравией, Индией. Из Сомали вывозились благовонные смолы, пряности, слоновую кость, панцири черепах, рабы, а ввозились ремесленные изделия и продовольственные товары.
В период расцвета Аксумского царства (древняя Эфиопия, IV—VI века н. э.) под его власть попадает северная часть Сомали, возникает важный порт Зейла (восточнее нынешнего Джибути).
С упадком влияния Аксума на севере Сомали возникает раннегосударственное образование Бербера и союз племён Хавия. В них входили полуоседлые земледельцы-скотоводы, а также кочевники.

### Средние века

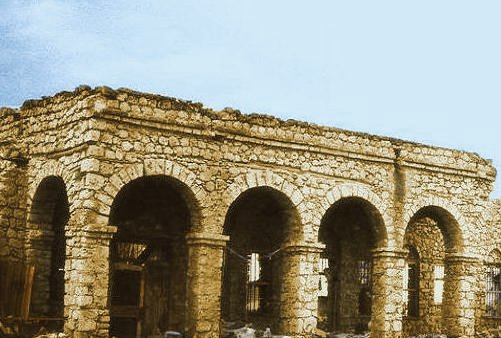
Руины Зейлы

В XII—XIII веках на территории Сомали распространяется ислам, хотя и не полностью вытеснивший местные культы.
В XII—XVI веках на территории современного Сомали периодически возникали султанаты, которые быстро распадались.
В XIV—XV веках шли постоянные войны мусульманских султанатов Сомали против христианской Эфиопской империи. Первое упоминание этнонима «сомали» появляется в амхарской песне начала XV века, в честь победы эфиопского императора Йисхака.
В 1499 году у берегов Сомали появились португальские корабли под командованием Васко да Гамы. Португальцы захватили сомалийские города — Могадишо в 1499 году, Бароуэ — в 1506 году, Зейлу — в 1517 году. В итоге португальцы подчинили себе всё побережье Сомали.

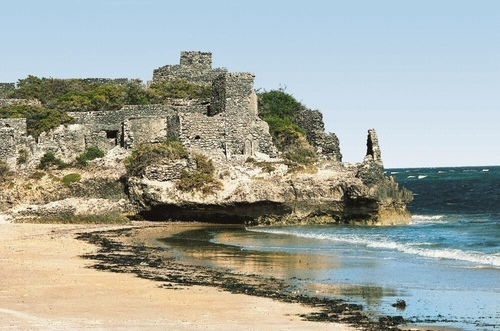
Цитадель Гондерше: важный город в средневековой Аджуранской империи

Однако против португальцев выступили египетские мамлюки и османы, использовавшие поддержку местных сомалийцев. На стороне Португалии в борьбу вступила Эфиопия. В 1530—1559 годах на территории Сомали шла кровопролитная и опустошительная война между сомалийцами, мамлюками и османами против эфиопов и португальцев. В итоге победила Эфиопия, а сомалийские племена распались на мелкие союзы, воевавшие между собой.
В результате междоусобных войн население сомалийских городов резко уменьшилось. Некоторые города были вообще покинуты. Зейла в XVII веке перешла под власть Османской империи. С середины XVII века прибрежные города на востоке Сомали стал подчинять себе султанат Оман. После переноса резиденции оманских султанов на Занзибар и последующего разделения султаната на африканскую и азиатскую части — восточное побережье Сомали отошло к Занзибару, а северное — к Османской империи. При этом во внутренних частях Сомали образовалось множество местных султанатов (Раханвейн, Миджуртини, Геледи, Тунни и другие), которые держали под своим контролем внутренние торговые пути и плодородные земли нагорий и речных долин, не признавая власти Османской империи и Занзибара.

### XIX век
В XIX веке в Сомали участились междоусобные войны между султанатами и племенами, сопровождавшиеся переселением больших групп жителей, в основном в южные районы.

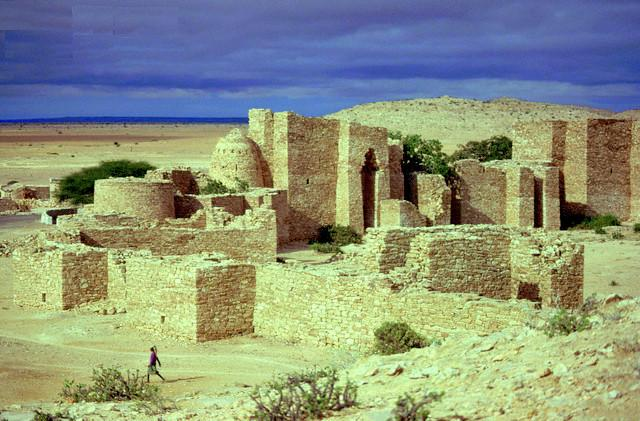
Талех был столицей государства дервишей, созданного Мохаммедом Абдилле Хасаном

В начале XIX века в Сомали стали распространяться разные учения мусульманских течений и сект, периодически объявлявших «джихад» соседям.
В 1819 году одна из сект основала теократическое государство Бардера, которое стало воевать против султанатов Геледи, Тунни и Барауэ. В середине XIX века Бардера была разгромлена соседями, но очаги джихада сохранились.
В середине XIX века Занзибар пытался усилить свой контроль над городами Сомали (в 1843 году — захватил Могадишо, в 1862 году — Мерку), однако эти попытки не увенчались особым успехом.

### XX век

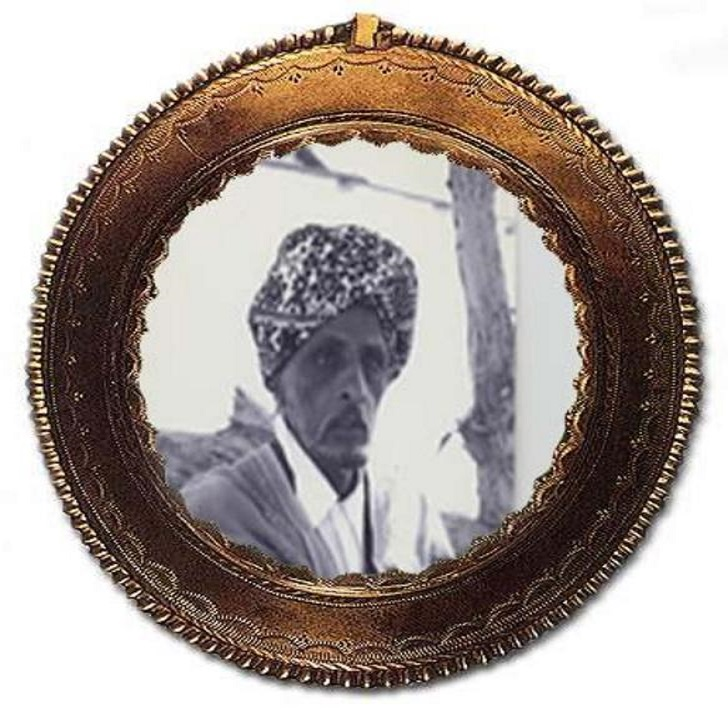
Султан Мохамуд Али Шир, правитель Султаната Варсангали, сосланный англичанами на Сейшельские острова

С 1899 года мусульманский проповедник Саид Мохаммед Абдилле Хасан длительное время вёл борьбу с итальянцами и англичанами под лозунгами джихада, изгнания иноземцев и установления истинно исламского государства. Во время Первой мировой войны Хасан рассчитывал на помощь Османской империи и Германии. Одолеть Хасана удалось только в 1920 году; в независимом Сомали он считался национальным героем, его именем была названа военная академия страны.
В 1920-х годах итальянские колонизаторы стали развивать в Сомали систему плантационно-фермерского хозяйства европейского типа. Фашистское правительство Муссолини выделяло на это существенные финансовые субсидии, а также организовало строительство в Сомали дорог и оросительных сооружений. Фашистские власти Италии также поощряли переселение итальянских крестьян в Сомали.
В тот же период британские колонизаторы занимались в своей части Сомали главным образом строительством дорог, усовершенствованием портов и экспортом шкур (в основном козьих).
В период Второй мировой войны Сомали было объединено сначала под итальянским флагом, потом под британским. Дальнейшая судьба колонии вызвала большие споры на международном уровне, и в итоге было решено предоставить ей независимость после длительного переходного периода.

### Период независимости
В 1960 году Сомали получило независимость. Именно тогда формально объединились две бывшие колонии — Итальянское Сомали и Британское Сомали (Сомалиленд). Первым президентом стал Аден Абдула Осман Даар. В сентябре 1960 года СССР установил дипломатические отношения с Сомали. Спустя шесть месяцев в Сомали отправилась официальная государственная делегация. В 1961 году Советский Союз посетил премьер-министр Сомали Абдирашид Али Шермарк в составе небольшой делегации. Во время визита было подписано соглашение об экономическом и техническом сотрудничестве. Договор предусматривал оказание Советским Союзом помощи в развитии сельского хозяйства и пищевой промышленности; строительстве водохранилища, морского порта; проведении геолого-поисковых работ на олово и свинец; бурении скважин на воду.
В декабре 1961 года на севере Сомали группа офицеров попыталась поднять восстание против центрального правительства и восстановить независимость государства Сомалиленд. Однако, данное восстание было подавлено в считанные часы.
С 1963 по 1967 год Сомали поддерживало повстанческое движение сомалийцев в Кении.

### Сомалийская Демократическая Республика
В 1969 году в результате военного переворота к власти пришёл генерал Мохамед Сиад Барре, объявивший курс на строительство социализма с исламской спецификой. В 1970—1977 годах Сомали получило значительную советскую военную и экономическую помощь, а советский флот получил в своё распоряжение базу в Бербере. Численность работавших в стране советских специалистов к середине 1970-х годов оценивалась в несколько тысяч, и во время голода, после жесточайшей засухи 1974 года, удалось избежать ещё больших жертв только благодаря действиям советских лётчиков, осуществлявших транспортировку части кочевого населения из пострадавших районов.

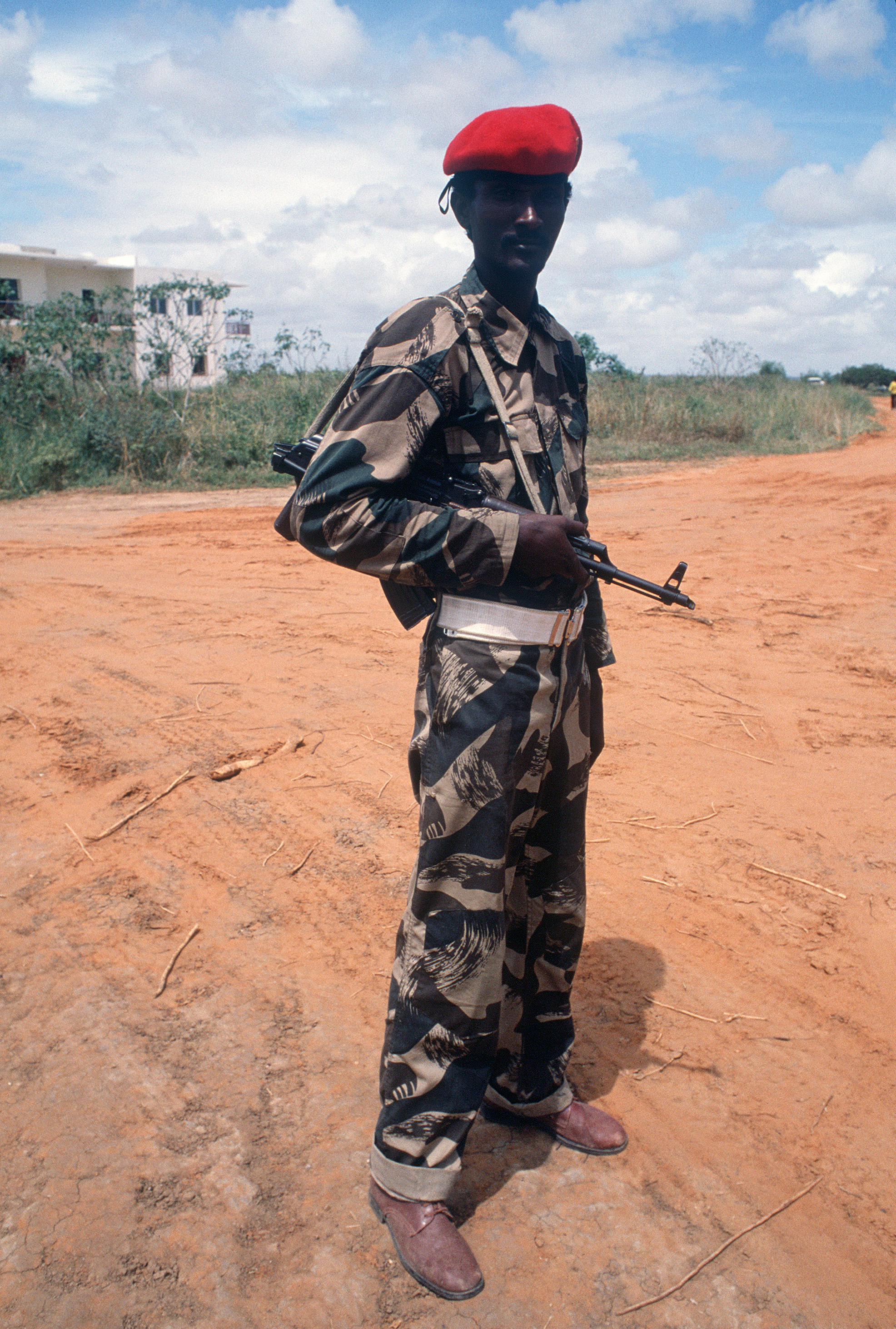
Сомалийский солдат (1983 год)

После обретения независимости Сомали предъявило территориальные претензии к соседним странам и территориям — Кении, Эфиопии и Джибути (тогда Территории афаров и исса) и поощряло ирредентистские устремления местных общин сомалийцев. Мохамед Сиад Барре в 1977 году неожиданно напал на второго советского союзника в регионе Африканского Рога — Эфиопию, решив воспользоваться затруднениями соседа, проводя политику создания Великого Сомали и имея цель отторгнуть область Огаден, захваченную Эфиопией в начале XX века и населяемую сомалийскими племенами. Поскольку в обеих странах к тому времени водворились правительства просоветской ориентации, СССР вынужден был выбирать сторону конфликта, и эфиопское руководство показалось более надёжным. В результате войны эфиопская армия, используя массированные поставки советского оружия и кубинских добровольцев, разгромила агрессора. В 1978 году в Сомали имела место попытка переворота силами просоветски настроенных армейских офицеров, в ней принимал участие и Абдуллахи Юсуф Ахмед, с 2004 до 2008 года формальный глава государства.
Период после Огаденской войны ознаменован общим кризисом в экономической и политической сферах. В 1980-е годы на севере страны началась гражданская война, а в результате продолжающегося кризиса в 1991 году президент Мохаммед Сиад Барре был свергнут, и страна погрузилась в хаос. В один только Йемен бежало не менее 60 тысяч человек.

### Период хаоса
Сомали как государство фактически прекратило своё существование, утратив все атрибуты единой государственности и распавшись на множество лоскутков, контролируемых враждующими между собой полевыми командирами. Северная часть страны провозгласила свою независимость как Республика Сомалиленд и остаётся сравнительно стабильной. Некоторые источники склонны оценивать текущее положение в стране как анархию.

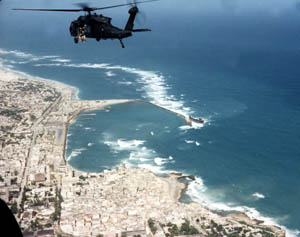
Американский вертолёт Блэк Хоук над побережьем Могадишо

В 1991—1992 годах вследствие развала всех социальных структур в Сомали разразился сильнейший голод, унёсший жизни 300 тысяч человек. В декабре 1992 года в рамках операции «Возрождение надежды» в страну были введены миротворческие силы ООН, призванные защитить работников организаций, распределявших гуманитарную помощь, от действий местных полевых командиров. Операция была успешной, однако силы ООН позволили вовлечь себя во внутрисомалийский конфликт и начали подвергаться нападениям боевиков одного из претендентов на пост президента страны, полевого командира Мохаммеда Айдида. После нескольких стычек между миротворцами и боевиками и в условиях эскалации конфликта 3 октября 1993 года в бою погибли 18 американских солдат и были сбиты два вертолёта (Сражение в Могадишо (1993)). В США эти события были восприняты общественностью как признак втягивания Америки в сомалийскую гражданскую войну, из-за чего президенту Клинтону пришлось вывести американские войска из Сомали. В марте 1995 года страну покинули и подразделения ООН из других стран. После гибели Айдида в 1996 году роль лидера перешла к его сыну Хусейну Фараху Айдиду, однако его фракция никогда уже более не играла серьёзной роли в жизни страны.
Конфликт перешёл в латентную стадию, боевые столкновения случались только по экономическим причинам, таким как раздел доходов от рынка оружия или контроль за вывозом ресурсов. Сомали превратилось в базу пиратов Индийского океана. Захват судов и заложников стал частым явлением. Пираты используют катера, из оружия — автоматы и гранатомёты.
В 2000 году была предпринята попытка объединения страны, когда представители полевых командиров, собравшись в городе Арта в Джибути, избрали президентом выпускника советского вуза Абдул-Кассима Салат Хассана. Однако ему отказались подчиниться полевые командиры, пользующиеся поддержкой Эфиопии. В 2004 году Эфиопия пролоббировала создание альтернативного временного правительства, возглавил которое Абдуллахи Юсуф Ахмед.

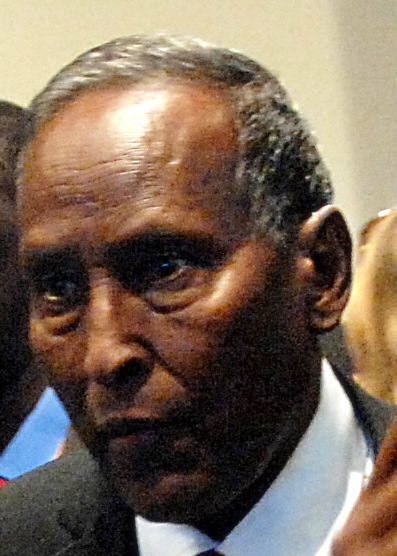
Абдуллахи Юсуф Ахмед

После создания переходного федерального правительства в 2004 году, переходный парламент провёл первое заседание в Байдабо в начале 2006 года. На тот момент ПФП контролировали практически все территории, включая южные «микрозоны». К маю 2006 на юге Сомали началась межфракционная борьба, гораздо большая, чем за последние десять лет. Союз исламских судов столкнулся с союзной конфедерацией ПФП, Переходное правительство пользовалось поддержкой ООН, Африканского союза и США.
Весной 2006 года Могадишо стал ареной боёв между исламистами из Союза исламских судов и полевыми командирами из Контртеррористического альянса за возрождение мира. 5 июня 2006 года Союз исламских судов установил полный контроль над столицей. Решающую роль в этом сыграли формирования полевого командира «Индаада». 24 сентября Союз исламских судов без боя установил контроль над стратегическим портом Кисмайо.
Через несколько месяцев Союз исламских судов уже контролировали семь из десяти регионов на юге Сомали, включая Могадишо. Они это назвали периодом «беспрецедентной стабильности» и «огромным успехом в борьбе с преступностью». Снятие блокпостов, очистка от мусора, открытие аэро- и морских портов, а также акцент на широкую судебную систему привели к повышению безопасности и свободы. Сложившийся режим получил широкую поддержку (95 %), которые отмечается впервые с распада Сомали в 1991 году, когда обычные граждане могут безопасно ходить по улицам Могадишо. В ответ на расширение влияния СИС Эфиопия увеличила военное присутствие в Байдабо и частично в Бакуле и Гедо в поддержку уязвимого ПФП. СИС категорически возражал и настаивал, что все иностранные войска должны покинуть страну. Дальнейшие переговоры способствовали диалогу между ПФП и СИС, но они потерпели неудачу во второй половине 2006 года. Таким образом, СИС и Эфиопия мобилизовали свои войска. В докладе ООН, опубликованном в ноябре 2006 года, выразили беспокойство относительно неконтролируемого потока оружия в страну, в котором были замешаны десятки государств, нарушавших эмбарго на поставки. Одновременно появились опасения, что Сомали может стать ареной военных действий между Эфиопией и Эритреей. Присутствие иностранных боевиков в составе СИС вызывало озабоченность на Западе. Политика США в отношении Сомали приобрела определённый характер. Американские официальные лица утверждали, что руководство СИС находится под контролем Аль-Каиды, и это будет рассматриваться как основание для того, чтобы США поддерживали действия Эфиопии.
В конце 2006 года Эфиопия вмешалась в конфликт на стороне полевых командиров. Основная эфиопская военная операция развернулась 24 декабря, в ходе которой СИС потерпел сокрушительное поражение. Эфиопия разбила военные формирования Союза исламских судов и водворила в Могадишо правительство Юсуфа Ахмеда. Воспользовавшись случаем, Эфиопия и ПФП заявили о проведении мирной конференции в последние дни 2006 года, и в то же время заняли Могадишо и другие ключевые объекты. Победившая сторона призвала международное сообщество немедленно развернуть силы Африканского Союза (АС) для поддержки ПФП, так как на улицах Могадишо вновь стали появляться вооружённые преступники, и как следствие исламистские лидеры пообещали начать асимметричную войну против Эфиопии и переходного правительства в частности. Несмотря на вмешательство Эфиопии, ситуация так и осталась напряжённой, администрация Ахмеда не контролировала большую часть страны. 29 декабря 2008 года Президент Сомали Абдуллахи Юсуф Ахмед ушёл в отставку. 25 января 2009 года Эфиопия завершила вывод своих войск из Сомали. Формирования исламской группировки «аш-Шабааб» взяли под контроль большую часть столицы Сомали Могадишо.
31 января 2009 года на заседании парламента Сомали в Джибути президентом Сомали был избран лидер умеренных исламистов Шейх Шариф Шейх Ахмед. 18 апреля 2009 года парламент Сомали принял решение о введении в стране законов шариата. Принятие этого закона в парламенте ожидалось с 10 марта, когда за это решение проголосовал кабинет министров нового президента страны Шейха Шарифа Ахмеда. Эксперты предполагали, что этот шаг Ахмеда подорвёт позиции боевиков, которые прикрывались идеями ислама. Кроме того, ожидалось, что это вызовет одобрение со стороны потенциальных спонсоров в богатых странах Персидского залива.
Однако, несмотря на эти меры, формирования «аш-Шабааб» сохраняли свои доминирующие позиции в Сомали. Правительство Шарифа Ахмеда контролировало лишь несколько квадратных километров столицы, в основном благодаря межафриканским миротворческим силам, состоящим большей частью из угандийцев и бурундийцев. Эта часть столицы до сих пор постоянно обстреливается исламистскими повстанцами. Исламисты «аш-Шабааба» ввели законы шариата на контролируемых ими территориях. Публичное отрубание рук сомалийцев, обвинённых в кражах, стало обычным явлением. Повстанцы финансируют свою деятельность частично за счёт контрабандной торговли на границе с Кенией, частично благодаря поддержке сочувствующих торговцев и мелких предпринимателей. Международные обозреватели подозревают возможность существования контактов между «аш-Шабааб» и Аль-Каидой.
31 октября 2010 года премьер-министром Сомали стал Мохамед Абдуллахи Мохамед, имеющий двойное сомалийско-американское гражданство.
На фоне конфликта между президентом страны Шарифом Шейхом Ахмедом и главой парламента Шарифом Хасаном Шейхом Аденом 28 июля 2011 года Абдивели Мохаммед Али, выпускник экономического факультета Гарварда, был назначен новым премьер-министром Сомали. Он поставил задачу сформировать новый кабинет из числа сомалийцев, получивших образование на Западе, призвав их вернуться на родину для восстановления страны после десятилетий гражданской войны и междоусобиц. Так, назначение на пост заместителя главы правительства и министра иностранных дел Сомали получил преподаватель английского языка из Лондона, Мохаммед Ибрагим.
По данным ООН, из-за голода в 2010—2012 годах в Сомали погибло около 260 тысяч человек, причём половина из них — дети младше пяти лет (число жертв превысило показатель 1992 года, когда от голода умерло 220 тысяч человек).
Начиная с 2012 года федеральное правительство последовательно ведёт переговоры, в результате которых постепенно получают оформление автономные образования, подконтрольные или союзные федеральному правительству.

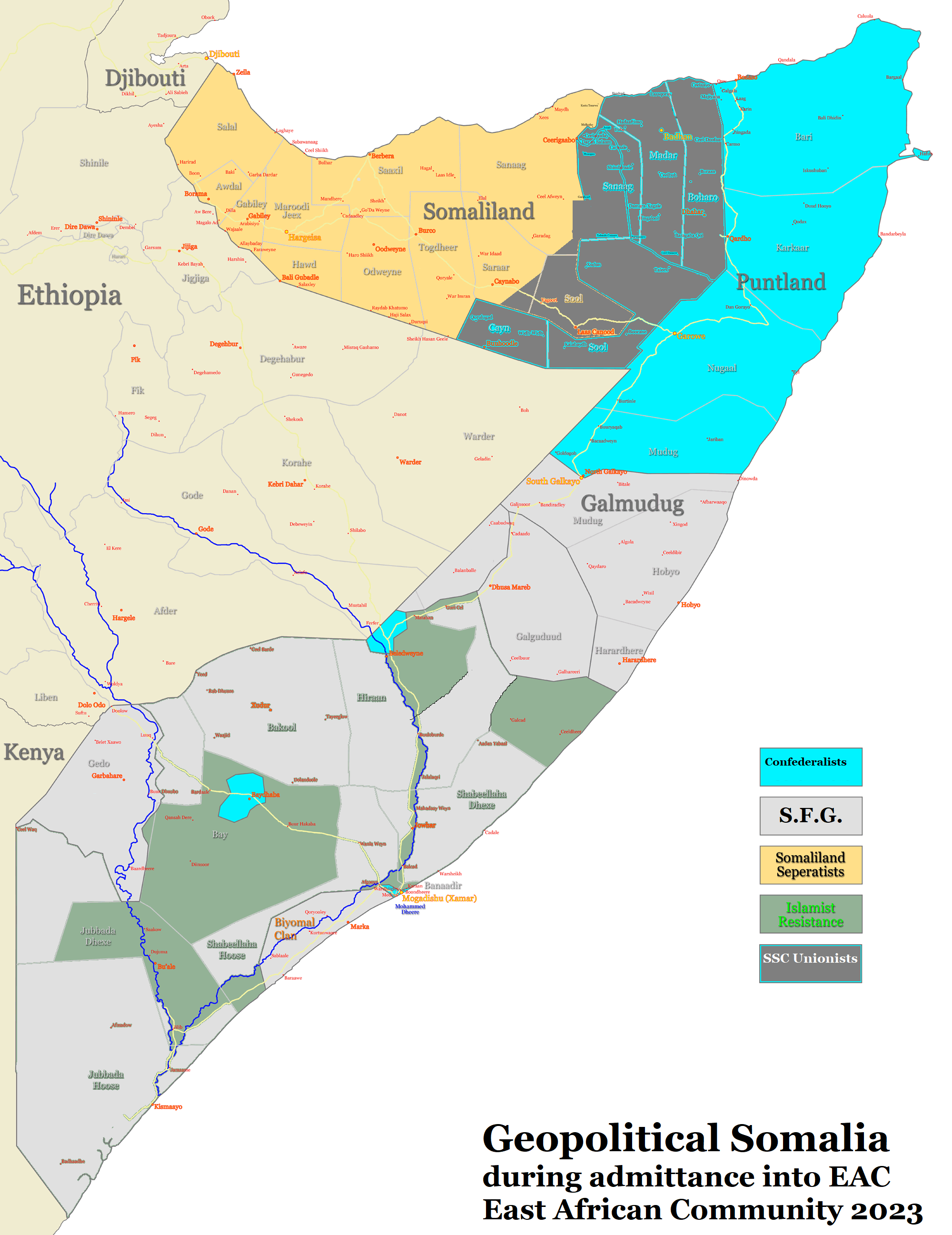
Контроль над регионами Сомали:
Центральное правительство
Пунтленд
Сомалиленд
HBM-SSC
Исламисты

30 марта 2024 года Пунтленд объявил о независимости и отозвал признание Временного федерального правительства Сомали.

## Административно-территориальное деление
Вся территория страны разделена на 18 провинций (сомал. gobolka; регионов, областей, районов).
| № на карте | Область             | Административный центр | Площадь, км² | Население, (2014) чел. | Плотность, чел./км² |
| ---------- | ------------------- | ---------------------- | ------------ | ---------------------- | ------------------- |
| 1          | Аудаль (*)          | Борама                 | 21 374       | 673 263                | 31,50               |
| 2          | Баколь              | Худдур                 | 26 962       | 367 226                | 13,62               |
| 3          | Банадир             | Могадишо               | 370          | 1 650 227              | 4460,07             |
| 4          | Бари                | Босасо                 | 70 088       | 719 512                | 10,27               |
| 5          | Бай                 | Байдабо                | 35 156       | 792 182                | 22,53               |
| 6          | Гальгудуд           | Дусамареб              | 46 126       | 569 434                | 12,35               |
| 7          | Гедо                | Гарбахаррей            | 60 389       | 508 405                | 8,42                |
| 8          | Хиран               | Беледуэйне             | 31 510       | 520 685                | 16,52               |
| 9          | Средняя Джубба      | Буале                  | 9836         | 362 921                | 36,90               |
| 10         | Нижняя Джубба       | Кисмайо                | 42 876       | 489 307                | 11,41               |
| 11         | Мудуг               | Галькайо               | 72 933       | 717 863                | 9,84                |
| 12         | Нугаль              | Гароуэ                 | 26 180       | 392 698                | 15,00               |
| 13         | Санаг (*)           | Эригабо                | 53 374       | 544 123                | 10,19               |
| 14         | Средняя Шабелле     | Джоухар                | 22 663       | 516 036                | 22,77               |
| 15         | Нижняя Шабелле      | Марка                  | 25 285       | 1 202 219              | 47,55               |
| 16         | Соль (*)            | Ласъанод               | 25 036       | 327 428                | 13,08               |
| 17         | Тогдер (*)          | Буръо                  | 38 663       | 721 363                | 18,66               |
| 18         | Северо-Западная (*) | Харгейса               | 28 836       | 1 242 003              | 43,07               |
|            | Всего               |                        | 637 657      | 12 316 895             | 19,32               |

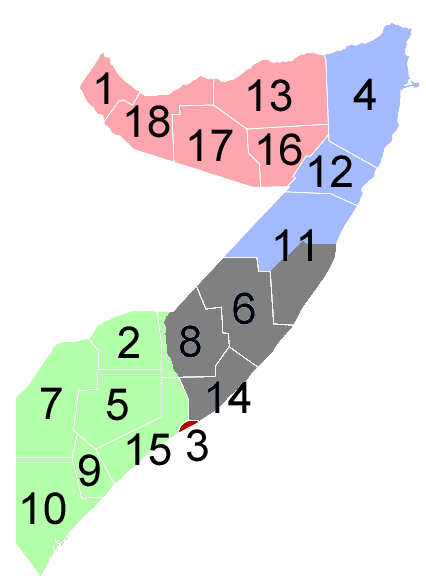
Области Сомали

Примечание: регионы, отмеченные (*), самопровозглашённая Республика Сомалиленд считает своей территорией.

### Современное положение контроля территорий
На 2018 год территория была разделена на 6 непризнанных государств, не считая правительство Сомали и исламских боевиков в регионе:
- Сомалиленд — образовано в 1991 году.
- Пунтленд (включая бывший Маахир).
- Джубаленд — образовано в 2013 году.
- Государство Центральных регионов Сомали — образовано в 2014 году в результате объединения Галмудуга, Химана и Хеба, а также района, контролируемого умеренной исламистской группировкой «Ахлю ас-Сунна ва-ль-Джамаа».
- Юго-Западное Сомали — образовано в 2014 году на территории регионов Бай, Баколь и Нижняя Шабелле.
- Хиршабелле — образовано в 2016 году.
- Федеральное правительство Сомали
- Харакат аш-Шабаб
- Исламское государство в Сомали

## Судебная система
Законы шариата — традиционная особенность сомалийского общества. В течение колониального периода, а также после обретения независимости, шариат был официально признан сомалийским государством. В соответствии с сомалийской конституцией шариат был основой для всех национальных законодательных актов. Тем не менее, на практике шариат всегда был в рамках формальной системы правосудия судов первой инстанции, и применялся только для рассмотрения гражданских дел, в том числе по вопросам: семьи, брака, развода и наследования. С начала 1990-х годов появилась новая, более жёсткая, форма законов шариата. В отсутствие централизованного правления и наличием различных сомалийских лидеров (ополченцев, бизнесменов, старейшин кланов и исламистов), были созданы шариатские суды, уже как основа правосудия государства, с целью улучшить ситуацию с безопасностью на местах. На новые суды шариата в Сомали возложено три функции: во-первых — под их эгидой действует ополчение (которое следит за безопасностью и ловит преступников); во-вторых — они выносят судебные решения и определения по гражданским и уголовным делам; в-третьих, они несут ответственность за содержание под стражей осуждённых. Мотивы различных сомалийских лидеров в создании шариатских судов: во-первых — улучшились условия для проживания в стране, соответственно ополченцы стали пользоваться большей популярностью в народе. Во-вторых, благодаря наличию судов снизилось число конфликтов между представителями кланов, они стали решать конфликтные ситуации в шариатском суде, а не силой оружия. В-третьих, суды создали безопасные условия для сомалийских предпринимателей, которые могут заниматься бизнесом и не беспокоиться, что будут атакованы ополченцами и бандитами.

## Население

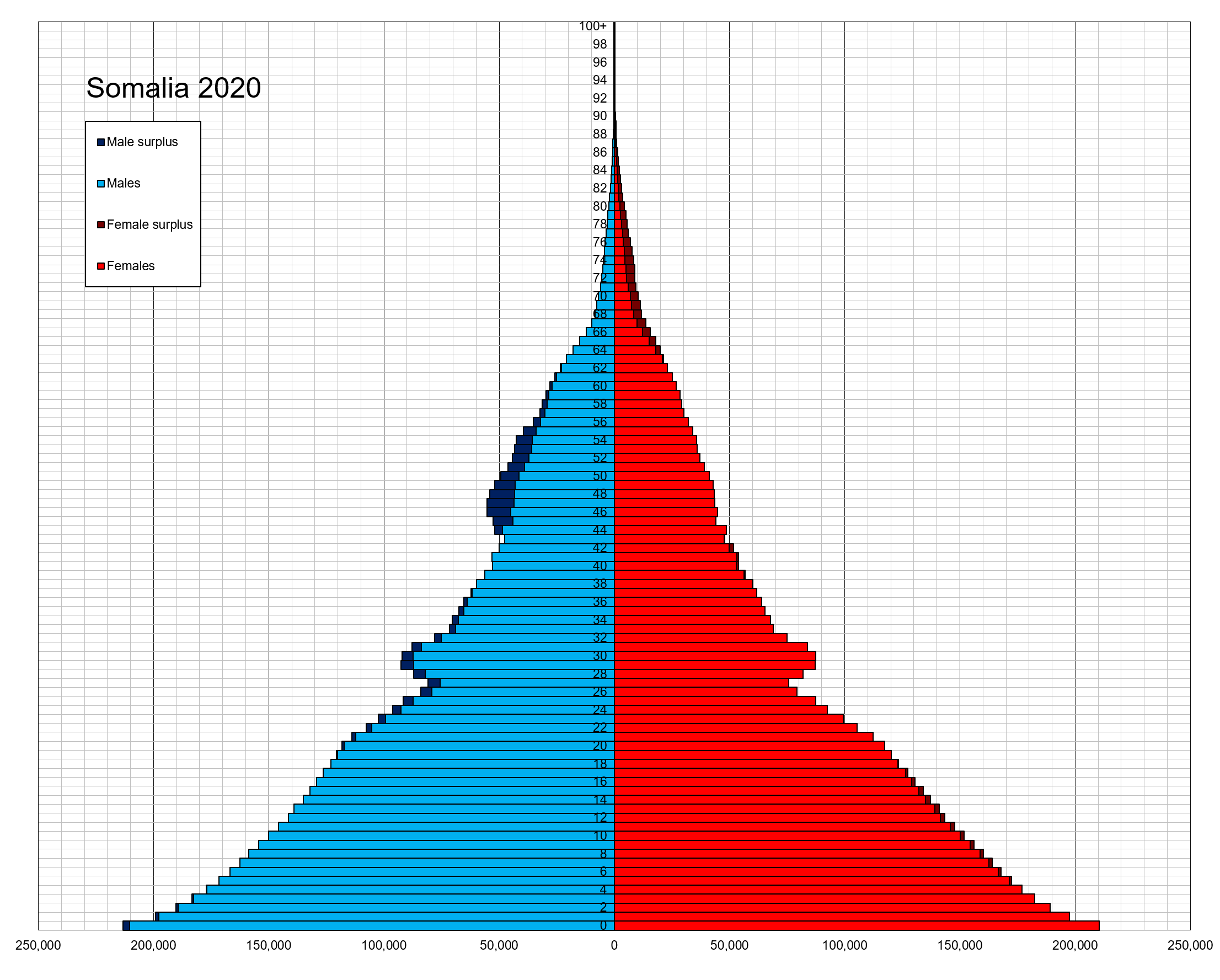
Возрастно-половая пирамида населения Сомали на 2020 год

Численность населения — 12 316 895 человек (оценка на 2014 год). Около 85 % населения — различные племена с общим самоназванием «сомали», относятся к эфиопской (восточноафриканской) расе.
Языки принадлежат к группе кушитских языков афразийской макросемьи. Письменность языка сомали создана в 1973 году на основе латинского алфавита. По данным ЮНЕСКО, в 1980 году уровень грамотности составлял 6,1 %.
Согласно данным Thomson Reuters Foundation, опубликовавшего в январе 2019 года рейтинг самых опасных для женщин стран мира, Сомали занимает четвёртую позицию в списке государств с наибольшим количеством рисков для женщин в плане здравоохранения, доступа к экономическим ресурсам, обычной жизни, торговли людьми.

### Кланы

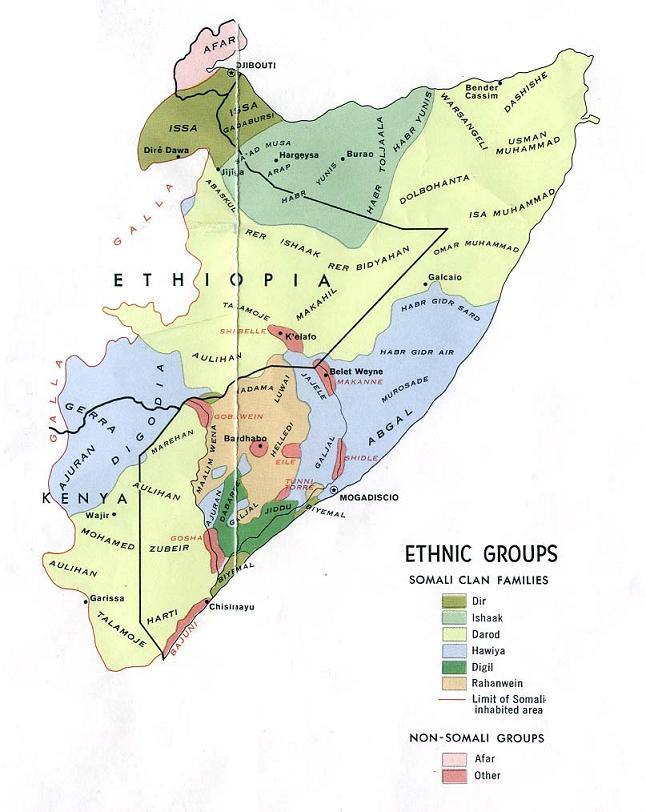
Расселение сомалийских кланов согласно данным на 1977 год

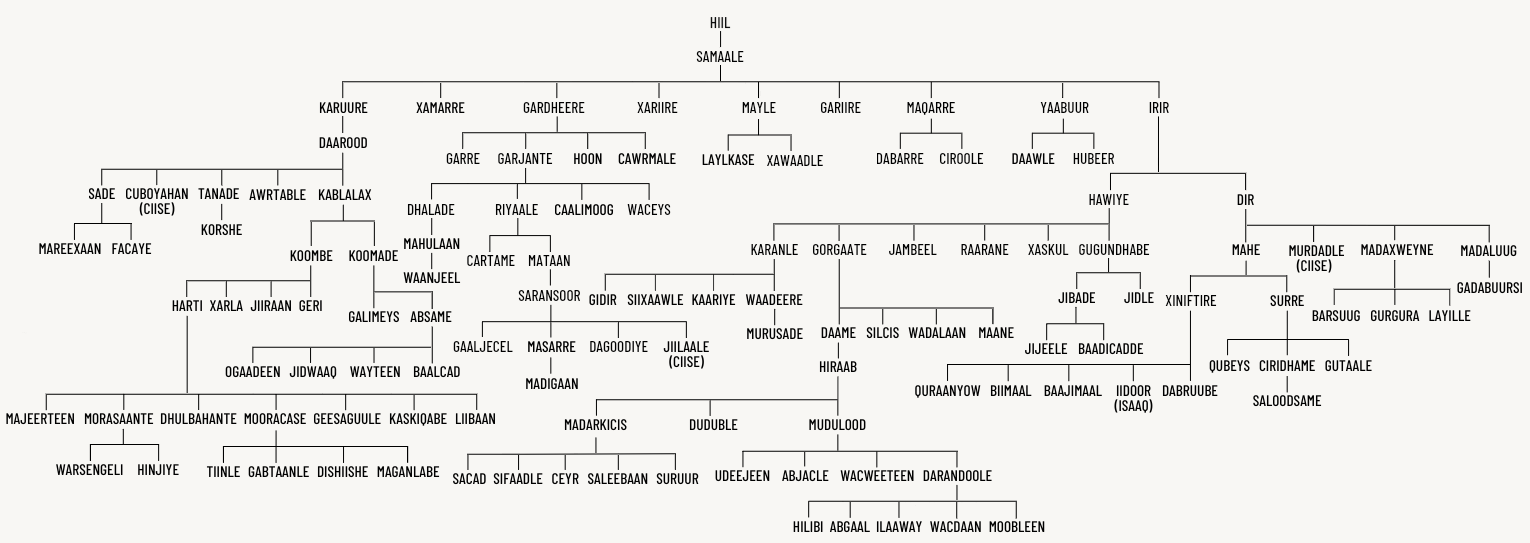
Генеалогическое древо сомалийцев (написано на сомалийском языке)

Несмотря на относительную моноэтничность, проблемы целостности и политическая жизнь страны в значительной степени определяются пережитками трайбализма среди населения. Основных племён шесть — дир, дарод, исаак, хавийе, дикиль и раханвейн, первые четыре племени — кочевники-скотоводы, два других — оседлые земледельцы. Кочевые племена считают себя потомками родоначальника сомалийцев Сомала. Племена дарод и исаак жёстко оспаривают первенство. На момент начала гражданской войны 26 % населения страны составляли хавийе, 23 % — исаак, 21 % — дарод, 21 % вместе — дигил и раханвейн, 7 % — дир. Каждое племя в свою очередь подразделяется на кланы, часто состоящие во вражде друг с другом.

## Религия
Религия — мусульмане-сунниты.
По данным The Global Religious Landscape, мусульмане — 99,9 %, другие — 0,1 %.
По итогам исследования международной благотворительной христианской организации «Open Doors» за 2019 год, Сомали занимает 3 место в списке стран, где чаще всего притесняют права христиан (в 2015 году страна была на 2-м месте в этом списке). Радикальный исламизм является одной из главных причин продолжающегося кризиса в Сомали.

## Экономика

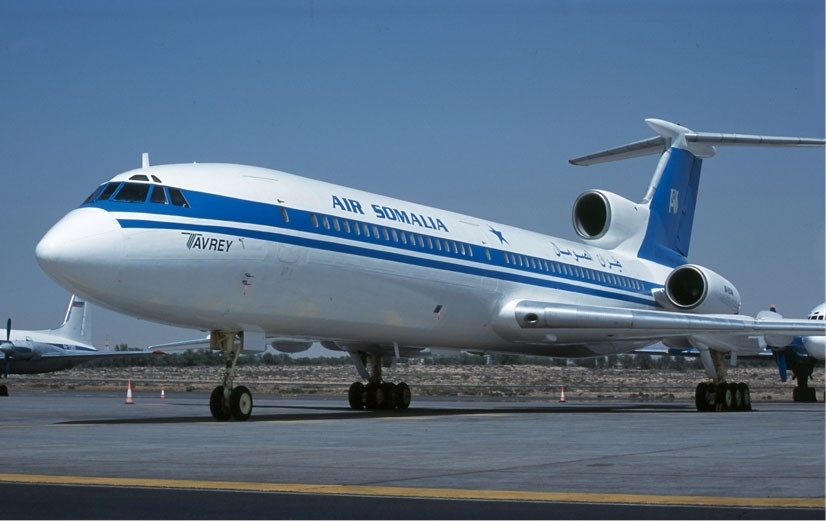
Ту-154 авиакомпании Air Somalia в Шардже, ОАЭ. Сомали имеет процветающий частный сектор авиации

### Общее состояние экономики
В Сомали, несмотря на гражданские беспорядки, поддерживается стабильная неформальная экономика, основанная на животноводстве, денежных переводах компаний и телекоммуникациях и обеспечивающая минимальный размер благосостояния населения (по данным ЦРУ и Центрального банка Сомали).
Из-за недостатка официальных статистических данных правительства и недавней гражданской войны трудно оценить размер и рост экономики. В 1994 году ЦРУ оценило ВВП страны в $3,3 млрд. В 2001 году он оценивался уже в $4,1 млрд. В 2009 году в ЦРУ подсчитали, что ВВП вырос до $5,731 млрд, а прогнозируемый реальный темп роста оценили в 2,6%. Доклад Британской палаты Министерства торговли подтвердил, что в 2007 году также вырос частный сектор, особенно в сфере услуг. В отличие от довоенного периода, когда большинство услуг и промышленный сектор были под управлением государства, в настоящее время отмечается появление значительных частных инвестиций в коммерческую деятельность, хотя их размер невозможно оценить. Инвестиции в значительной степени финансируются сомалийской диаспорой и включают в себя торговлю и маркетинг, услуги денежного перевода, транспорт, связь, оборудование для рыболовства, авиакомпании, телекоммуникации, образование, здравоохранение, строительство и отельный бизнес. Экономист-либертарианец Питер Лисон объясняет это возросшей экономической активностью традиционно-частных законодательных норм Сомали (известных как Xeer), которые обеспечивают стабильную среду для ведения бизнеса.
Согласно данным Центрального банка Сомали, ВВП страны на человека в 2012 году составил 226 $ (что показывает незначительное снижение в реальном исчислении с 1991 года). Около 43% населения живёт меньше, чем на 1 доллар США в день; из них 24% проживают в городской местности и 54% — в сельской местности.

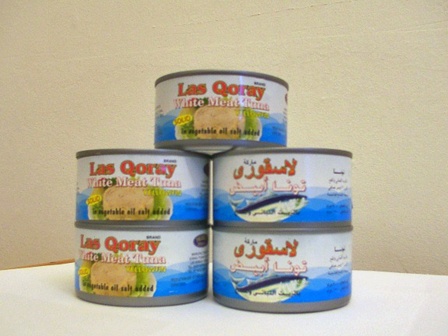
Рыбные консервы Las-Qoray в Лас-Хорее.

Страна зависит от международной финансовой помощи; в 2019 году Еврокомиссия выделила более 50 млн € для борьбы с последствиями катастрофической засухи в районе Африканского Рога. Из этих средств Сомали получит 25 млн €, Эфиопия — 20 млн €, Кения — 3 млн €, Уганда — 2 млн €

### Промышленность и сельское хозяйство
Экономика Сомали и соседних стран включает в себя как традиционные, так и современные производства, с постепенным переходом в пользу современных промышленных технологий. По данным Центрального банка Сомали, около 80 % населения кочевых или полукочевых скотоводов держат коз, овец, верблюдов и крупный рогатый скот. Кочевники также собирают смолы и камедь для увеличения своих доходов.
Сельское хозяйство является наиболее важным сектором экономики страны. На его долю приходится около 65% ВВП; сельским хозяйством занимается 65% населения. Животноводство даёт около 40% ВВП и более 50% доходов от экспорта. Другими основными статьями экспорта являются рыба, уголь и бананы; сахар, сорго и кукуруза производится для внутреннего рынка.
Промышленный сектор, основанный на переработке сельскохозяйственной продукции, составляет 10% от ВВП Сомали.
До начала гражданской войны в 1991 году в Сомали существовали около 53 государственных малых, средних и крупных фирм-производителей; после конфликта были уничтожены многие из оставшихся отраслей промышленности. Однако (прежде всего, в результате существенных местных инвестиций сомалийской диаспоры) многие из этих мелких заводов были восстановлены и вновь открыты. К последним относятся рыбоконсервные и мясоперерабатывающие предприятия в северных регионах, а также около 25 заводов в районе Могадишо. Они производят макаронные изделия, минеральные воды, кондитерские изделия, полиэтиленовые пакеты, ткань, кожу и шкуры, моющие средства и мыло, алюминий, матрасы и подушки, рыбацкие лодки, упаковку для товаров, а также занимаются обработкой камня. В 2004 году Кока-кола открыла завод по розливу напитков, инвестировав (с помощью сомалийских инвесторов) 8,3 млн $ в строительство. Иностранными инвестициями занимаются и другие транснациональные корпорации — к примеру, General Motors и Dole Fruit.
Запасы нефти на шельфе Сомали оцениваются в районе 110 млрд баррелей. В 1988 г. нефтяные компании Shell и ExxonMobil договорились с сомалийскими властями о выделении им концессий на добычу углеводородов на мелководье шельфа. В конце 2016 г. власти Сомали объявили о планах провести тендер на разведку и добычу углеводородов на шельфе. На территории достаточно стабильного Пунтленда уже начата разработка запасов нефти. Также имеются сведения о наличии в стране залежей урана, железной руды, меди и драгметаллов.
Выработка электроэнергии в Сомали составляет около 300 млн
кВт⋅ч (2014).

### Внешнеторговые связи
Согласно внешнеторговому справочнику OEC, в 2017 году объём экспорта составил всего 198 миллионов долларов, а импорт — 2,23 миллиарда долларов Почти 2/3 экспорта пришлось на живой скот (КРС, овцы и козы), около 11% — на морепродукты, включая неразделанную рыбу. Также на экспорт идут ароматические и ископаемые смолы и продукция животноводства (шкуры, шерсть, выделанная кожа). В структуре импорта преобладает продовольствие (до 50% от общей стоимости): сахар, рис, пальмовое масло, продукты переработки зерна и т. д. Так же импортируются нефтепродукты (3,6%), одежда (8,3%), обувь (4%), медикаменты (2,4%) и различные промышленные товары.
В 2017 году главными торговыми партнёрами Сомали были Оман, Китай, Япония, Франция и Болгария (по экспорту); Китай, Индия, Оман, Кения и Турция (по импорту)
Сомали находится недалеко от Аравийского полуострова; используя это преимущество, сомалийские торговцы все чаще начинают предлагать мясо по очень низким ценам, чтобы уничтожить традиционное доминирование Австралии над мясными рынками Персидского залива. В ответ арабские государства Залива начали делать стратегические инвестиции в страну. Например, Саудовская Аравия строит фермы для экспортной инфраструктуры, а Объединённые Арабские Эмираты приобретают огромные сельскохозяйственные угодья. Идёт приток инвестиций (в основном из ОАЭ) в сельское хозяйство. Культивируются персики, нектарины, слива, черешня, вишня, манго, цитрусовые, тапиока, бананы, картофель, помидоры, огурцы, перец, инжир и другие овощи и фрукты. Активно идут посадки яблонь и груш высокорослых сортов на карликовых подвоях высокой плотности. Сомали также является основным мировым поставщиком ладана и смирны.

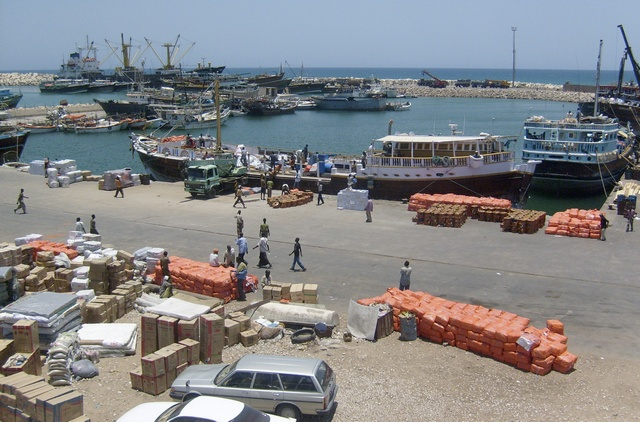
Порт Босасо

### Транспорт и связь
В Сомали работают 14 частных авиакомпаний, которые имеют 62 самолёта; они также предлагают и коммерческие рейсы за рубеж. При конкурентоспособной цене билетов эти компании помогают поддерживать оживлённую торговую сеть Сомали. В 2008 году правительство Пунтленда подписало многомиллионный контракт с Dubai Lootah Group — региональной промышленной группой, работающей на Ближнем Востоке и в Африке. В соответствии с соглашением, на первом этапе выделяются инвестиции в размере 170 миллионов дирхамов, что в конечном итоге должно привести к появлению множества новых компаний в экономической зоне Босасо. Компания также планирует развитие авиакомплекса в Босасо в соответствии с международными стандартами; в проекте — строительство новой взлётно-посадочной полосы длиной 3,4 км, основных и вспомогательных зданий, перрона, службы такси и охраны периметров.
В стране по состоянию на 2017 год насчитывается 6 653 тыс. сотовых телефонов. По состоянию на 2013 год лишь 1,38 % населения имело выход в Интернет.

## Культура
Большинство населения Сомали — скотоводы-кочевники. Главная ценность для них — верблюды, символизирующие богатство. Сомалиец, имеющий десяток верблюдов (а также по сотне коз и овец) — считается зажиточным. Но «по-настоящему» богатые сомалийцы — имеют от 100 до 1000 верблюдов.
Кочевники живут во временных поселениях, возводя разборные жилища типа юрт из верблюжьих шкур — акалы — высотой 1,5—2 м и диаметром 3—5 м. Вокруг этих жилищ сооружают ограду из кактусов и колючей акации, делая таким образом загон для скота.
Оседлые сомалийцы (земледельцы и рыбаки) строят в своих деревнях цилиндрической формы хижины — мундулло, с саманными стенами и соломенной крышей. Размеры этих хижин, такие же, как юрты кочевников. Но в крупных деревнях сомалийцы возводят и прямоугольные жилища — ариш, размером до 8 на 15 м, с такими же саманными стенами, но с крышей из пальмовых листьев.
По праздникам сомалийцы устраивают массовые танцы с пением. Аккомпанируют хлопками в ладоши, притоптыванием, стуком деревянных дощечек. В более крупных поселениях танцуют и под звуки бубна и барабанов, а также под звуки, извлекаемые дутьём в морские раковины. Обычный повод для праздника — рождение сына, приплод верблюдицы, а также получение какого-нибудь дохода.

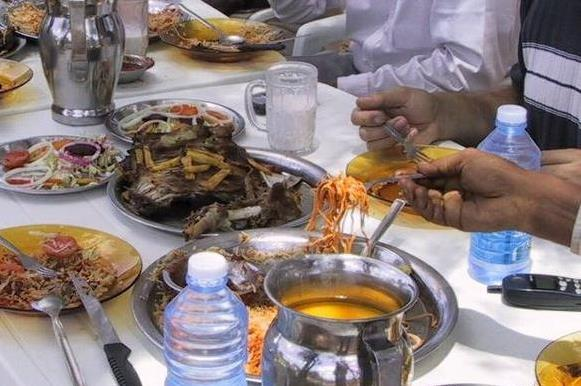
Популярная сомалийская еда

Национальная одежда сомалийцев-мужчин состоит из набедренной повязки и ниспадающего с плеча по диагонали через грудь длинного куска ткани, обычно из полотна местного производства, окрашенного в белый, оранжевый или синий цвет — фута бенадир. Иногда надевается ещё наплечная накидка, которой в непогоду прикрывают голову. Платье женщины-сомалийки — кусок ткани длиной 10—15 м, часть которого обёртывается вокруг бёдер, а остальным драпируют верхнюю часть туловища, но оставляя одно плечо обнажённым. Мужская и женская обувь — сандалии дас. Кроме того, многие сомалийцы носят на шее кожаные медальоны с цитатами из Корана.
Основная пища кочевников-скотоводов — верблюжье молоко (свежее и кислое), овечий и козий сыр, иногда мясо и каши. Оседлые сомалийцы питаются в основном кашами, лепёшками и иногда молоком. Подавляющее большинство сомалийцев категорически не употребляют в пищу рыбу и птицу, а также яйца — эти продукты считаются в Сомали «нечистыми».
Кухня Сомали изменяется от области до области, и она охватывает различные стили кулинарии. Обязательным принципом, который объединяет сомалийскую пищу, является халяль. В ней полностью отсутствуют блюда из свинины, алкогольные напитки, блюда, содержащие кровь, запрещено приготовление мяса умерших животных. Сомалийцы подают обед в 9 часов вечера, во время Рамадана — часто после молитвы «Таравих» — в 11 часов вечера.

## Образование
Школы изучения Корана (медресе) — основной институт религиозного обучения. Данный институт позволяет получить образование детям, живущим в кочующих семьях, а также девочкам: исследование ЮНИСЕФ 1993 года обнаружило, что «в отличие от начальных школ, где гендерное неравенство огромно, около 40 процентов учащихся медресе составляют девочки», но квалификация преподавательского состава минимальна либо учителя неквалифицированы вовсе. По результатам исследования было сформировано новое министерство, а деятельность медресе стала контролироваться на государственном уровне.

## СМИ
Государственная телерадиокомпания — SBC (Somali Broadcasting Corporation — «Сомалийская радиовещательная корпорация»), включает в себя одноимённый телеканал и региональные радиостанции.

## Спорт
Сборная Сомали участвует в чемпионатах мира по хоккею с мячом.